# Assurances générales de France
AGF (Assurances générales de France) – francuskie towarzystwo ubezpieczeniowe wywodzące się z założonego w 1818 r. Société Anonyme des Assurances Générales. Od 1998 r. większość udziałów w AGF posiada niemiecki Allianz AG.
Firma AGF oferuje m.in.: ubezpieczenia od szkód, ubezpieczenia na życie, ubezpieczenia podróży (poprzez filie Mondial Assistance, Elvia), ubezpieczenia kredytów (Euler Hermes). Siedziba spółki znajduje się w Paryżu przy rue Richelieu.